# 赤水华溪蟹
赤水华溪蟹（学名：Sinopotamon chishuiense）为溪蟹科华溪蟹属的动物。在中国大陆，分布于贵州等地，常栖息于海拔600 米左右、水流缓慢的山区溪流石块下，溪流周围为茂密的森林区。